# Zoja Cholsjtsjevnikova
Zoja Cholsjtsjevnikova (Russisch: Зоя Холщевникова, Engels: Zoya Kholshchevnikova) (30 december 1920 - Moskou, 12 juni 1991) is een schaatsster uit de Sovjet-Unie. In 1949 reed ze een nieuw wereldrecord op de 3000 meter.

## Resultaten

### Wereldkampioenschappen
| Jaar | Plaats    | Resultaten   |
| ---- | --------- | ------------ |
| 1948 | Turku     | Allround     |
| 1949 | Kongsberg | Allround     |
| 1950 | Moskou    | 10e Allround |

### Wereldrecord
| Afstand    | Tijd   | Datum           | Plaats |
| ---------- | ------ | --------------- | ------ |
| 3000 meter | 5.29,1 | 30 januari 1949 | Moskou |

### USSR kampioenschappen
| Jaar | Allround |
| ---- | -------- |
| 1940 | 6e       |
| 1943 | DNF      |
| 1944 | Goud     |
| 1945 | Zilver   |
| 1946 | DNF      |
| 1947 | Zilver   |
| 1948 | Brons    |
| 1949 | Zilver   |
| 1950 | 5e       |
| 1952 | 14e      |

## Persoonlijke records
| Afstand    | Tijd    | Datum            | Baan      |
| ---------- | ------- | ---------------- | --------- |
| 500 meter  | 48,70   | 12 februari 1949 | Kongsberg |
| 1000 meter | 1.41,20 | 1 maart 1947     | Gorki     |
| 1500 meter | 2.42,00 | 20 maart 1948    | Kirov     |
| 3000 meter | 5.29,10 | 30 januari 1949  | Moskou    |
| 5000 meter | 9.41,10 | 30 januari 1949  | Moskou    |